# Orealla
Orealla (auch: Orealla Mission) ist eine Dorfgemeinschaft einer Indigenen Gruppe in der Region East Berbice-Corentyne in Guyana.

## Geographie
Der Ort liegt am Grenzfluss Corantijn, etwa 53 km südlich von Crabwood Creek und 18 km nördlich von Epira,  auf ca. 11 m Meereshöhe. Beim Ort mündet der Orealla Creek in den Corantijn. Im Corantijn liegen mehrere Inseln (u. a. Krikage Island, Mapenna Island) und am Ufer die Siparuta Cliffs . 24 km südöstlich auf der gegenüberliegenden Seite des Corantijn liegt das surinamische Dorf Apoera.
Das Dorf ist nur mit Boot oder Flugzeug erreichbar. Die Einwohner leben hauptsächlich von Subsistenzwirtschaft und Holzfällerei.
Bis zu den ersten Stromschnellen bei Orealla, 70 km im Landesinnern, können kleinere ozeantaugliche Schiffe auch den Corantijn befahren.

## Kultur
Der Roman-Schriftsteller Roy Heath hat über Orealla geschrieben und Clark Accord verfasste den Roman Between Apoera and Oreala, welcher 2005 veröffentlicht wurde.